# حارة المهندس (صنعاء)

تعديل مصدري - تعديل

حارة المهندس هي إحدى حارات حي بيت بوس بضواحي الأمانة مديرية سنحان وبني بهلول، بلغ تعداد سكانها 477 نسمة حسب تعداد اليمن لعام 2004.